# El Acocul
El Acocul es una localidad de México, localizada en el municipio de Metepec en el estado de Hidalgo.

## Toponimia
Del náhuatl Atl, agua, coltic, torcido o encorvado, co, terminacíon: “Lugar en que tuerce el agua”.

## Geografía
Se encuentra en la región geográfica del Valle de Tulancingo; a la localidad le corresponden las coordenadas geográficas 20° 13’ 07.059” de latitud norte y 98° 21’ 36.020” de longitud oeste, con una altitud de 2119 m s. n. m. Cuenta con un clima templado subhúmedo con lluvias en verano, de humedad media.
En cuanto a fisiografía se encuentra en la provincia del Eje Neovolcánico, dentro de la subprovincia de Sierras y Llanuras de Querétaro e Hidalgo; su terreno es de llanura. En lo que respecta a la hidrografía se encuentra posicionado en la región del Pánuco, dentro de la cuenca el río Moctezuma, y en la subcuenca del río Metztitlán.

## Demografía
En 2020 registró una población de 646 personas, lo que corresponde al 4.94 % de la población municipal. De los cuales 301 son hombres y 345 son mujeres.
| Gráfica de evolución demográfica de El Acocul entre 1900 y 2020 |
|                                                                 |
| Población registrada por los censos y conteos del INEGI.        |